# Route départementale 402 (Haïti)
Pour les articles homonymes, voir Route 402.
La route départementale 402, ou RD 402, est une route départementale d'Haïti, reliant Jacmel à Thiotte.

## Tracé
- Jacmel
- Bas Cap Rouge
- Ravine-Normande
- Gaillard
- Marigot
- Savane Dubois
- Macary
- Fond Jean-Noël
- Belle-Anse
- Mabriole
- Callumette
- Corail Lamothe
- Bel-Air
- Pichon
- Mapou
- Grand-Gosier
- Thiotte